# Consórcio Intermunicipal de Desenvolvimento do Circuito do Diamante da Chapada Diamantina
O Consórcio Intermunicipal de Desenvolvimento do Circuito do Diamante da Chapada Diamantina (CIDCD), conhecido também como Chapada Forte, é uma associação pública, ou uma autarquia interfederativa com autonomia administrativa, ou uma pessoa jurídica sem fins lucrativos do tipo consórcio público, criado em 2013 nos moldes da Lei federal n.º 11 107/2005, com sede em Andaraí (Bahia), afim de promover o desenvolvimento econômico-social dos municípios associados da região. Abordam temas como segurança pública, saúde, educação, calendário festivo e, infraestrutura rodoviária intermunicipal.
Este consórcio público, atualmente reúne os seguintes municípios baianos: Seabra, Palmeiras, Lençóis, Abaíra, Barra da Estiva, Boninal, Iramaia, Andaraí, Mucugê, Iraquara, Ibicoara, Ibiquera, Lajedinho, Boa Vista do Tupim, Ruy Barbosa, Itaberaba, Itaetê, Marcionílio Souza, Nova Redenção, Ibitiara.
A formatação do consórcio consiste no fato de os Municípios contribuírem financeiramente com a associação pública, sendo que são os prefeitos dos municípios consorciados que definem as estratégias de ação da associação.

## Presidentes
Lista dos presidentes do consórcio no período de 2013 a 2019:
| Presidente | Presidente                 | Município           | Partido | Início do mandato | Fim do mandato |
| ---------- | -------------------------- | ------------------- | ------- | ----------------- | -------------- |
| 1          | Wilson Paes Cardoso        | Andaraí             | PSB     | 2013              | 2016           |
| 1          | Wilson Paes Cardoso        | Prefeito de Andaraí |         |                   |                |
| 2          | João Lúcio Passos Carneiro | Andaraí             | PSD     | 2017              | Atual          |
| 2          | João Lúcio Passos Carneiro | Prefeito de Andaraí |         |                   |                |